# Star Soldier (videogioco 1986)
Star Soldier (スターソルジャー?, Sutā Sorujā) è un videogioco sparatutto realizzato e pubblicato nel 1986 da Hudson Soft.
La versione per Nintendo Entertainment System è stata distribuita su Wii e Nintendo 3DS. Il gioco è incluso nella raccolta Hudson Best Collection Vol. 5 per Game Boy Advance insieme a Star Force e Hector '87.